# Тэмми
«Тэ́мми» (англ. Tammy) — американская комедия по сценарию Мелиссы Маккарти и её мужа Бена Фальконе, который также выступил в качестве режиссёра для данной картины. В главных ролях Мелисса Маккарти, Сьюзан Сарандон, Эллисон Дженни, Тони Коллетт, Сандра О, Дэн Эйкройд и Кэти Бейтс. По системе рейтингов MPAA фильм получил оценку «R» (До 17 лет обязательно сопровождение родителя или взрослого). Режиссёр фильма, Бен Фальконе, выиграл премию Palm Springs International Film Festival в категории «Directors to Watch», тем самым принеся картине награду ещё до её официального выхода.
Выпуск фильма в США состоялся 2 июля 2014 года.

## Сюжет
У Тэмми чёрная полоса в жизни. Она помяла свой старый драндулет, её уволили из ресторана быстрого питания и вместо того, чтобы расслабиться в семейной обстановке, она застает мужа Грега за романтическим ужином с их соседкой — Мисси. Тэмми уходит к родителям, в надежде, что те дадут ей свою машину, чтобы она смогла отдохнуть вдали от дома, но, к её разочарованию, мать не желает доверять свой транспорт дочери. В итоге девушке приходится искать помощи у бабушки Перл — заводной старушки, любящей выпить чего-нибудь покрепче, и имеющей самую заветную мечту — увидеть Ниагарский водопад.

## В ролях
| Актёр            | Роль   |
| ---------------- | ------ |
| Мелисса Маккарти | Тэмми  |
| Сьюзан Сарандон  | Перл   |
| Кэти Бейтс       | Ленор  |
| Дэн Эйкройд      | Дон    |
| Эллисон Дженни   | Деб    |
| Сандра О         | Сьюзан |
| Тони Коллетт     | Мисси  |
| Гэри Коул        | Эрл    |
| Бен Фальконе     | Кейс   |
| Сара Бейкер      | Бекки  |
| Марк Дюпласс     | Бобби  |
| Нат Факсон       | Грег   |

## Производство
Съёмки фильма начались 3 мая 2013 года в городе Уилмингтон (Северная Каролина), штат Северная Каролина. Съёмки также проходили у Ниагарского водопада, штат Нью-Йорк.